# Štefani pečenka
Štefani pečenka (nemško Stephaniebraten, Stefaniebraten), je klasika dunajske kuhinje. Gre za prefinjeno mleto pečenko z jajci in majhnimi kumaricami, po želji tudi s klobasami.

## Ime in priprava
Ime je dobila pečenka po belgijski princesi Stephanie, ženi prestolonaslednika Rudolfa.
Pred prihodom princese Stephanie na Dunaj so nekatere kuharske knjige jed opisovale kot židovsko pečenko (Juden-Roast). Uporablja se tudi ime Giselaraten. Občasno se uporablja tudi izraz lažni zajec (Falscher Hase), ki pa pravilno opisuje klasično pečenko iz mletega mesa brez jajc, klobas in kumaric.
Poleg mešanega mletega mesa (govejega in svinjskega) za pripravo potrebujete še krušne kocke ali žemlje, mleko, čebulo, česen in maslo, meso svinjskega trebuha ali svinjsko mrežico, kuhana jajca, kisle kumarice in klobase. Začinimo ga s pehtranovo gorčico, mleto kumino, majaronom, peteršiljem, soljo in poprom. Mesno zmes s sestavinami zavijemo v svinjsko mrežico in spečemo v pečici. Običajna priloga je pire krompir in zelena solata.